# Розжив'ївка
Розжив'ївка — пасажирський зупинний пункт Харківської дирекції Південної залізниці на електрифікованій лінії Полтава-Південна — Лозова між зупинними пунктами Мир (2 км) та Поштова (2 км). Розташований поблизу сіл Попівка та Маховик Берестинського району Харківської області.

## Пасажирське сполучення
На зупинному пункті Розжив'ївка зупиняються приміські поїзди сполученням Полтава — Лозова.